# Greenford
Greenford is een wijk in het Londense bestuurlijke gebied Ealing, in de regio Groot-Londen.